# Neue Rechte Partei
Die Neue Rechte Partei (georgisch ახალი მემარჯვენეები Achali Memardschweneebi „Neue Rechte“) war eine georgische liberal-konservative Partei. Sie bildete eine Allianz mit der Republikanischen Partei Georgiens unter dem Namen Die Allianz für Georgien mit dem Vorsitzenden Irakli Alassania. Außerdem war sie ein Teil der Rechten Opposition. Die Neue Rechte Partei war assoziiertes Mitglied der Internationalen Demokratischen Union und Bewerber der Europäischen Volkspartei.
Die Partei ging 2019 durch Fusion mit der Entwicklungsbewegung in der zentristischen Partei Lelo für Georgien auf.